# Fritz Hartmann (Bankmanager)
Fritz Hartmann (* 9. November 1874 in Bütow, Provinz Pommern; † 24. Februar 1934 in Waldsieversdorf) war ein deutscher Bankmanager. Er war Vorsitzender des Direktoriums der Gemeinschaftsgruppe Deutscher Hypothekenbanken.

## Leben und Tätigkeit
Hartmann war ein Sohn des Fabrikbesitzers Fritz Hartmann. Er besuchte das Graue Kloster-Gymnasium Berlin und studierte anschließend an der Friedrich-Wilhelms-Universität Berlin und der Landwirtschaftlichen Hochschule Berlin. 
Er begann seine Laufbahn als Hilfsarbeiter bei der Direktion für die Verwaltung der direkten Steuern in Berlin. Danach trat er in die Firma Philipp Holzmann & Co. in Berlin ein. In den folgenden Jahren war er als Vorstandsmitglied verschiedener Terraingesellschaften und als Aufsichtsratsmitglied verschiedener der Deutschen Bank nahestehender Gesellschaften (Tempelhofer Feld, Neuwestend, Berliner Hochbahn) tätig.
Hartmann war von 1911 bis 1930 Vorstandsmitglied der Deutschen Hypothekenbank sowie von 1921 bis 1930 zugleich Vorstandsmitglied der Gemeinschaftsdirektion der Gemeinschaftsgruppe deutscher Hypothekenbanken, damit gehörte er zum Vorstand aller Banken, die in der Gemeinschaftsgruppe zusammengefasst waren. Er war Aufsichtsratsmitglied der Berliner Verkehrs-AG und der Commerz- und Privatbank AG, Vorstandsmitglied der Deutschen Hypothekenbank Meiningen, der Frankfurter Pfandbriefbank, der Leipziger Hypothekenbank, der Mecklenburgischen Hypotheken- und Wechselbank, der Norddeutschen Grund-Credit-Bank, der Preußischen Boden-Credit-Actien-Bank, der Schlesischen Boden-Credit-Actien-Bank und der Westdeutschen Bodenkreditanstalt.
Im Jahre 1931 trat er der Gesellschaft der Freunde bei.
Er führte den Titel eines geheimen Finanzrates und war Dr. h.c. der Universität Jena.
Hartmann kam 1934 bei einem Jagdunfall ums Leben.